# Germigny-des-Prés
Germigny-des-Prés – miejscowość i gmina we Francji, w Regionie Centralnym, w departamencie Loiret.
Według danych na rok 1990 gminę zamieszkiwało 457 osób, a gęstość zaludnienia wynosiła 47 osób/km² (wśród 1842 gmin Centre, Germigny-des-Prés plasuje się na 712. miejscu pod względem liczby ludności, natomiast pod względem powierzchni na miejscu 1158.).